# Les Identitaires
Les Identitaires (noto in precedenza come Bloc Identitaire) è un partito politico francese di ispirazione nazionalista e identitaria.

## Storia
Il movimento è stato fondato nel 2003 da alcuni ex membri della Unité Radicale e molti altri simpatizzanti nazionalisti, tra cui Fabrice Robert (ex membro di Unitè Radicale, ex consigliere comunale per il Fronte Nazionale - FN - e anche ex membro del Movimento Nazionale Repubblicano - MNR), e Guillaume Luyt, ex membro della monarchica Action française, ex membro di Unité Radicale, ex direttore dell'organizzazione giovanile del FN (FNJ). Il partito si ispira agli ideali di Dominique Venner, quindi è fondato su identità nazionale e antimmigrazione.
Luyt trae ispirazione dalle opere di Guillaume Faye, dando una lettura islamofobica delle tesi del movimento di pensiero della Nouvelle Droite.

### Génération IdentitaireeDefend Europe
Nel giugno 2017 Génération Identitaire, la branca giovanile dell'associazione, raccolse fondi per il progetto "Defend Europe", inizialmente mediante PayPal su un conto della banca "Steiermärkische Sparkasse" e in seguito con altri mezzi, riuscendo a noleggiare una nave, C-Star, con cui aveva intenzione di monitorare le operazioni di salvataggio delle ONG nel Mar Mediterraneo, al fine di denunciare eventuali collaborazioni tra queste ultime e i cosiddetti scafisti.